# Briod
Briod est une commune française située dans le département du Jura, dans la région culturelle et historique de Franche-Comté et la région administrative Bourgogne-Franche-Comté. 
Le village de Briod, qui abrite une importante carrière de pierres et de granulats, est situé dans la région de Lons-le-Saunier.

## Tourisme
Petit village typique du premier plateau jurassien, Briod est traversé par de nombreux chemins de randonnée qui conduisent aux villages voisins de Crançot, Conliège, Pannessières, Perrigny, Publy et Vevy. On y trouve deux églises qui méritent le coup d’œil. L’une d’elles, appelée proprement “église” sise hors agglomération au lieu-dit Saint-Etienne de Coldre et l’autre, située au village, est appelée “chapelle”. Noter que la base Mérimée du Ministère de la Culture inverse les dénominations locales et nomme l’église “chapelle” et la chapelle “église”. Nous nous tiendrons au vocabulaire local qui correspond aux titres donnés anciennement aux monuments. La chapelle Saint-Jérôme donc, entièrement couverte de laves (tuiles de pierres), est inscrite à la liste supplémentaire des Monuments Historiques depuis 1970.
L’église Saint-Étienne de Coldre (ou Coldres) inscrite en 1993 est bâtie sur un lieu qui abrite trois cimetières : le cimetière de Briod et deux parts de cimetières utilisées occasionnellement par les communes de Conliège et Perrigny. Cette tripartition d’un cimetière entre trois communes, conséquence d’un découpage paroissial ancien, est assez originale. Du fait de l'abandon relatif d'une partie de cimetière (le lieu est néanmoins entretenu par les communes), l’endroit est romantique et attire les promeneurs à qui il est demandé d’être attentifs à son fragile équilibre entre pierre et végétation. À quelques centaines de mètres, une enceinte protohistorique, surmontée d’un mur à deux parements (supposé d’époque romaine), est percée d’un passage qui conduit à l’ermitage de Conliège.

## Géographie

### Géologie
Le territoire communal repose sur le bassin houiller du Jura, où le charbon est découvert par un sondage.

### Climat
Pour des articles plus généraux, voir Climat de la Bourgogne-Franche-Comté et Climat du département du Jura.
En 2010, le climat de la commune est de type climat de montagne, selon une étude du Centre national de la recherche scientifique s'appuyant sur une série de données couvrant la période 1971-2000. En 2020, Météo-France publie une typologie des climats de la France métropolitaine dans laquelle la commune est exposée à un climat semi-continental et est dans la région climatique  Jura, caractérisée par une forte pluviométrie en toutes saisons (1 000 à 1 500 mm/an), des hivers rigoureux et un ensoleillement médiocre. 
Pour la période 1971-2000, la température annuelle moyenne est de 9,4 °C, avec une amplitude thermique annuelle de 16,8 °C. Le cumul annuel moyen de précipitations est de 1 425 mm, avec 13,3 jours de précipitations en janvier et 9,3 jours en juillet. Pour la période 1991-2020, la température moyenne annuelle observée sur la station météorologique de Météo-France la plus proche, « Lons le Saunier », sur la commune de Montmorot à 7 km à vol d'oiseau, est de 11,8 °C et le cumul annuel moyen de précipitations est de 1 147,4 mm. 
La température maximale relevée sur cette station est de 39,8 °C, atteinte le 12 août 2003 ; la température minimale est de −19,6 °C, atteinte le 9 janvier 1985,,. 
Les paramètres climatiques de la commune ont été estimés pour le milieu du siècle (2041-2070) selon différents scénarios d'émission de gaz à effet de serre à partir des nouvelles projections climatiques de référence DRIAS-2020. Ils sont consultables sur un site dédié publié par Météo-France en novembre 2022.

## Urbanisme

### Typologie
Au 1er janvier 2024, Briod est catégorisée commune rurale à habitat dispersé, selon la nouvelle grille communale de densité à sept niveaux définie par l'Insee en 2022.
Elle est située hors unité urbaine. Par ailleurs la commune fait partie de l'aire d'attraction de Lons-le-Saunier, dont elle est une commune de la couronne,. Cette aire, qui regroupe 139 communes, est catégorisée dans les aires de 50 000 à moins de 200 000 habitants,.

### Occupation des sols
L'occupation des sols de la commune, telle qu'elle ressort de la base de données européenne d’occupation biophysique des sols Corine Land Cover (CLC), est marquée par l'importance des territoires agricoles (61,5 % en 2018), en diminution par rapport à 1990 (67,5 %). La répartition détaillée en 2018 est la suivante : 
zones agricoles hétérogènes (32,2 %), prairies (27,2 %), forêts (15,2 %), milieux à végétation arbustive et/ou herbacée (10,6 %), zones urbanisées (6,6 %), mines, décharges et chantiers (6 %), terres arables (2 %). L'évolution de l’occupation des sols de la commune et de ses infrastructures peut être observée sur les différentes représentations cartographiques du territoire : la carte de Cassini (XVIIIe siècle), la carte d'état-major (1820-1866) et les cartes ou photos aériennes de l'IGN pour la période actuelle (1950 à aujourd'hui).

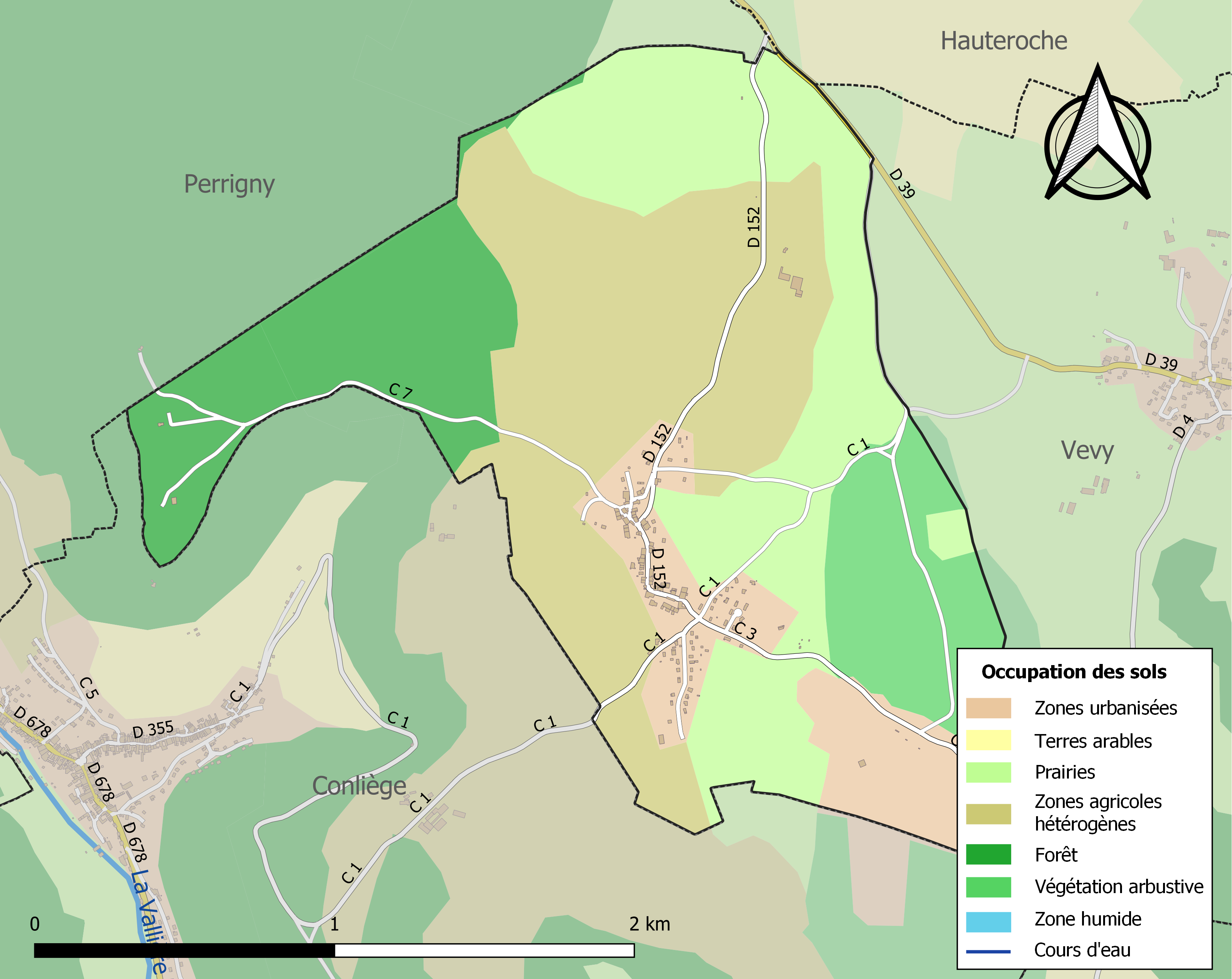
Carte des infrastructures et de l'occupation des sols de la commune en 2018 (CLC).

## Politique et administration
| Période   | Période  | Identité             | Étiquette | Qualité          |
| --------- | -------- | -------------------- | --------- | ---------------- |
| mars 2001 | 2007     | Jean-Luc Perrin      |           |                  |
| 2007      | En cours | Jean-Marie Ecoiffier | PS        | Assistant social |

## Démographie
L'évolution du nombre d'habitants est connue à travers les recensements de la population effectués dans la commune depuis 1793. Pour les communes de moins de 10 000 habitants, une enquête de recensement portant sur toute la population est réalisée tous les cinq ans, les populations de référence des années intermédiaires étant quant à elles estimées par interpolation ou extrapolation. Pour la commune, le premier recensement exhaustif entrant dans le cadre du nouveau dispositif a été réalisé en 2008.

En 2022, la commune comptait 211 habitants, en évolution de +3,94 % par rapport à 2016 (Jura : −0,81 %, France hors Mayotte : +2,11 %).
| 1793 | 1800 | 1806 | 1821 | 1831 | 1836 | 1841 | 1846 | 1851 |
| ---- | ---- | ---- | ---- | ---- | ---- | ---- | ---- | ---- |
| 265  | 262  | 281  | 298  | 277  | 285  | 267  | 227  | 221  |

| 1856 | 1861 | 1866 | 1872 | 1876 | 1881 | 1886 | 1891 | 1896 |
| ---- | ---- | ---- | ---- | ---- | ---- | ---- | ---- | ---- |
| 203  | 192  | 206  | 177  | 174  | 180  | 190  | 170  | 154  |

| 1901 | 1906 | 1911 | 1921 | 1926 | 1931 | 1936 | 1946 | 1954 |
| ---- | ---- | ---- | ---- | ---- | ---- | ---- | ---- | ---- |
| 154  | 141  | 136  | 123  | 131  | 131  | 125  | 130  | 131  |

| 1962 | 1968 | 1975 | 1982 | 1990 | 1999 | 2006 | 2008 | 2013 |
| ---- | ---- | ---- | ---- | ---- | ---- | ---- | ---- | ---- |
| 106  | 87   | 80   | 141  | 141  | 164  | 198  | 208  | 209  |

| 2018 | 2022 | - | - | - | - | - | - | - |
| ---- | ---- | - | - | - | - | - | - | - |
| 205  | 211  | - | - | - | - | - | - | - |

## Lieux et monuments

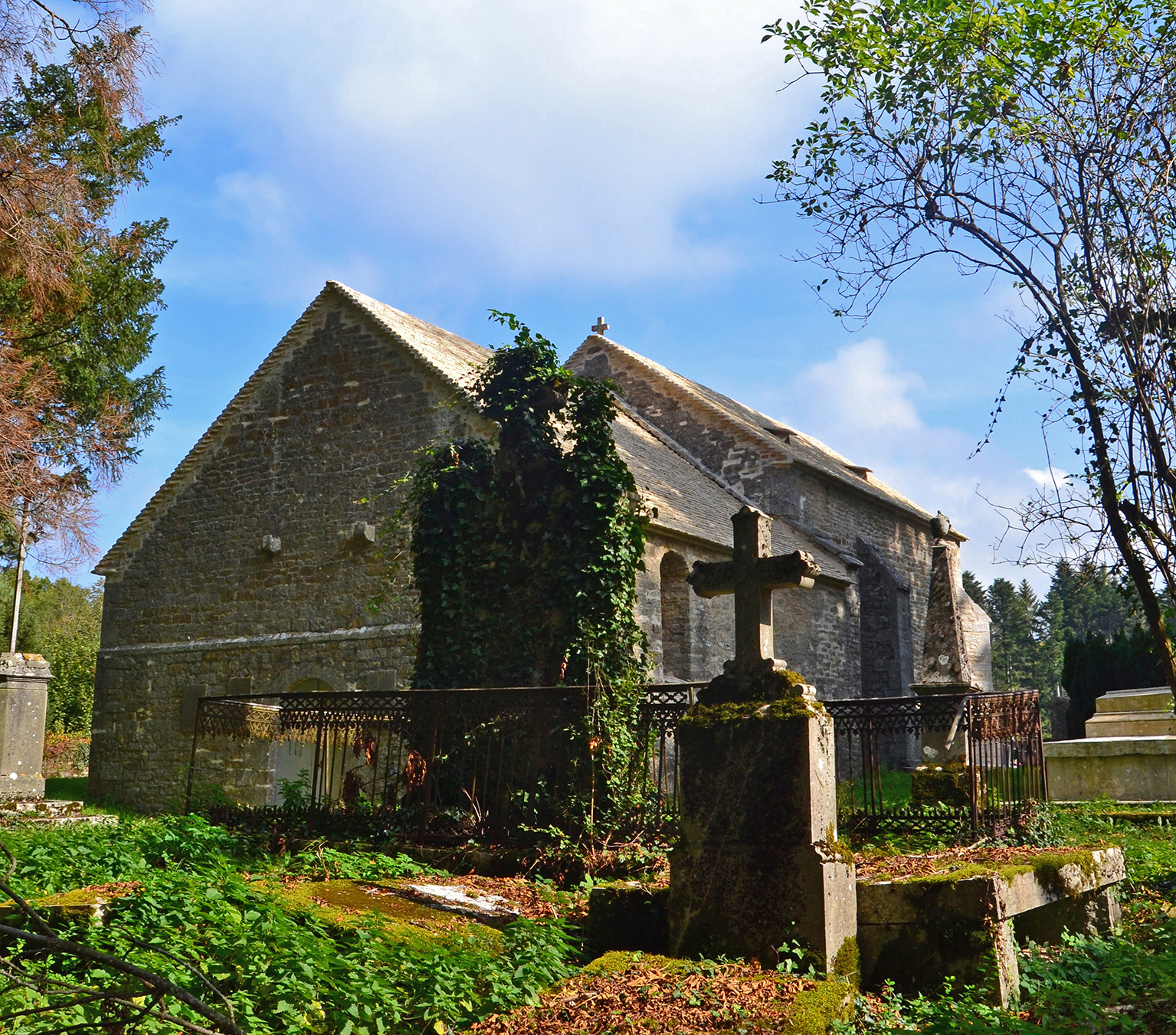
Chapelle Saint-Étienne de Coldre.

- Enceinte protohistorique et gallo-romaine du lieu-dit de Coldre et cimetière mérovingien, inscrits au titre des monuments historiques depuis 1993[21].
- Chapelle Saint-Étienne de Coldre (XIVe-XVIIe s) et son cimetière, au lieu-dit de Coldre, inscrits au titre des monuments historiques depuis 1993[22].
- Église Saint-Jérôme de Briod (XVe-XVIIIe s), inscrite au titre des monuments historiques depuis 1970[23].
- Fermes (XVIIIe-XIXe s), inscrites à l'IGPC depuis 1986[24],[25].

## Personnalités liées à la commune
- Franck Paget : Membre de l'équipe de France handisport de triathlon. Il a participé plusieurs fois à la Transjurassienne.